# Galeon
Galeon je webový prohlížeč pro desktopové prostředí GNOME. Je založen na renderovacím jádře Gecko, které používá například Mozilla Firefox. Mottem tohoto prohlížeče je „web a pouze web“. Vývojový tým se po neshodách v roce 2002 rozdělil a část původního týmu začala vytvářet webový prohlížeč Epiphany, který se později stal výchozím prohlížečem pro GNOME, kde nahradil právě Galeona. 22. října 2005 vývojáři Galeonu oznámili, že stávající situace je neudržitelná a že ukončují vývoj. Jejich cílem nyní je vytvořit sadu rozšíření pro Epiphany, které do něj přidají podobné funkce, jaké nabízel Galeon.